# الماس خان (مقاطعة دلفان)
الماس‌خان (بالفارسية: الماس‌خان) هي مستوطنة تقع في قسم ايتيوند الجنوبي الريفي (مقاطعة دلفان) في إيران. يقدر عدد سكانها بـ 0 نسمة بحسب إحصاء 2016.